# Даржа (Клуж)
Даржа (рум. Dârja) насеље је у Румунији у округу Клуж у општини Пантичеу. Oпштина се налази на надморској висини од 350 m.

## Становништво
Према подацима из 2002. године у насељу је живело 246 становника.

### Попис2002.
| Расподела становништва по националности 2002.‍ | Расподела становништва по националности 2002.‍ | Расподела становништва по националности 2002.‍ | Расподела становништва по националности 2002.‍ | Расподела становништва по националности 2002.‍ |
| --------------------------------------------- | --------------------------------------------- | --------------------------------------------- | --------------------------------------------- | --------------------------------------------- |
|                                               |                                               |                                               |                                               |                                               |
| Румуни                                        | Румуни                                        |                                               | 213                                           | 86,6%                                         |
| Мађари                                        | Мађари                                        |                                               | 7                                             | 2,8%                                          |
| Роми                                          | Роми                                          |                                               | 26                                            | 10,6%                                         |